# Franz Hackl

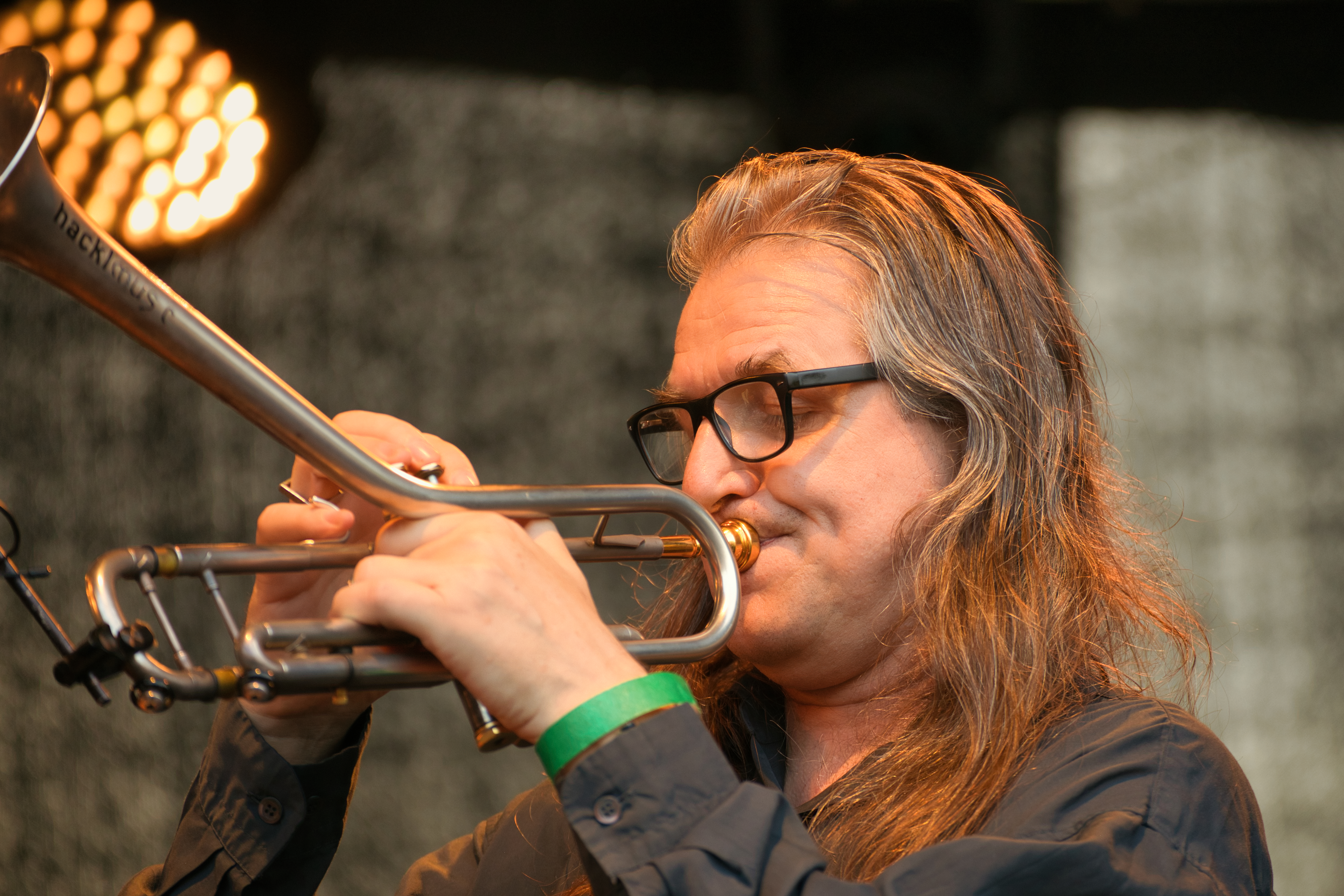
Franz Hackl auf dem INNtöne Jazzfestival 2025

Franz Hackl junior (* 1967 in Schwaz) ist ein österreichischer Jazzmusiker (Trompete) und Musikinstrumentenbauer.
Hackl, dessen Vater klassischer Trompeter und Instrumentenbauer ist, lernte vom Vater nicht nur, wie man Trompete spielt, sondern auch, wie man sie baut. Bereits mit 14 Jahren wurde er Solotrompeter bei den Original Tiroler Kaiserjägern, mit denen er mehrfach in Nordamerika auf Tournee war. Als Jugendlicher lernte er im lokalen Jazzcafe den Jazz kennen und holte sich Tipps von Musikern wie Randy Brecker oder Tiger Okoshi. Nach der Lehre als Instrumentenbauer studierte er Philosophie und Musikwissenschaften, um dann an der Jazzabteilung des Konservatoriums in Wien zu lernen und im Vienna Art Orchestra aufzutreten (Tango from Obango). Schließlich zog er nach New York, wo er seine Ausbildung bei Lew Soloff verfeinerte und mit der Gruppe Sound Liberation um Gene Pritsker und in Projekten von John Clark oder David Taylor spielte. Mit Paul Zauner gründete er 1992 die Band ITSLYF, in der zwischen 1992 und 1997 auch Thomas Kugi, Gottfried Stöger, David Gilmore, Kenny Davis, Rodney Holmes und Pavan Kumar auf weltweite Tourneen gingen und das Album Hep Caolin veröffentlichten. Mit seinem IDO Quartet (mit Adam Holzman, Kim Plainfield und James Genus) interpretiert er Tiroler Volksweisen in der Art des Fusionjazz. Weiterhin ist er auf Alben von Corin Curschellas oder Peter Herbert zu hören.
Seit 1993 veranstaltet er alljährlich in Schwaz das Outreach Festival & Academy. Weiterhin werden in seiner Werkstätte Trompeten gebaut, die auch auf eigenen Erfindungen beruhen.